# ЭПр
ЭПр (электропоезд для региональных перевозок) — серия низкопольных электропоездов переменного тока, эксплуатируемых Белорусской железной дорогой (бел. Беларуская чыгунка, БЧ) на Региональных линиях, производства швейцарской компании Stadler Rail AG. Данная серия относится к семейству моторвагонного подвижного состава Stadler FLIRT, подсемейству Stadler FLIRT 160. Заводские обозначения типа — L-4219 (четырёхвагонное исполнение) и L-4266 (пятивагонное исполнение). Также известен под наименованием «Крокус».

## История создания и выпуска

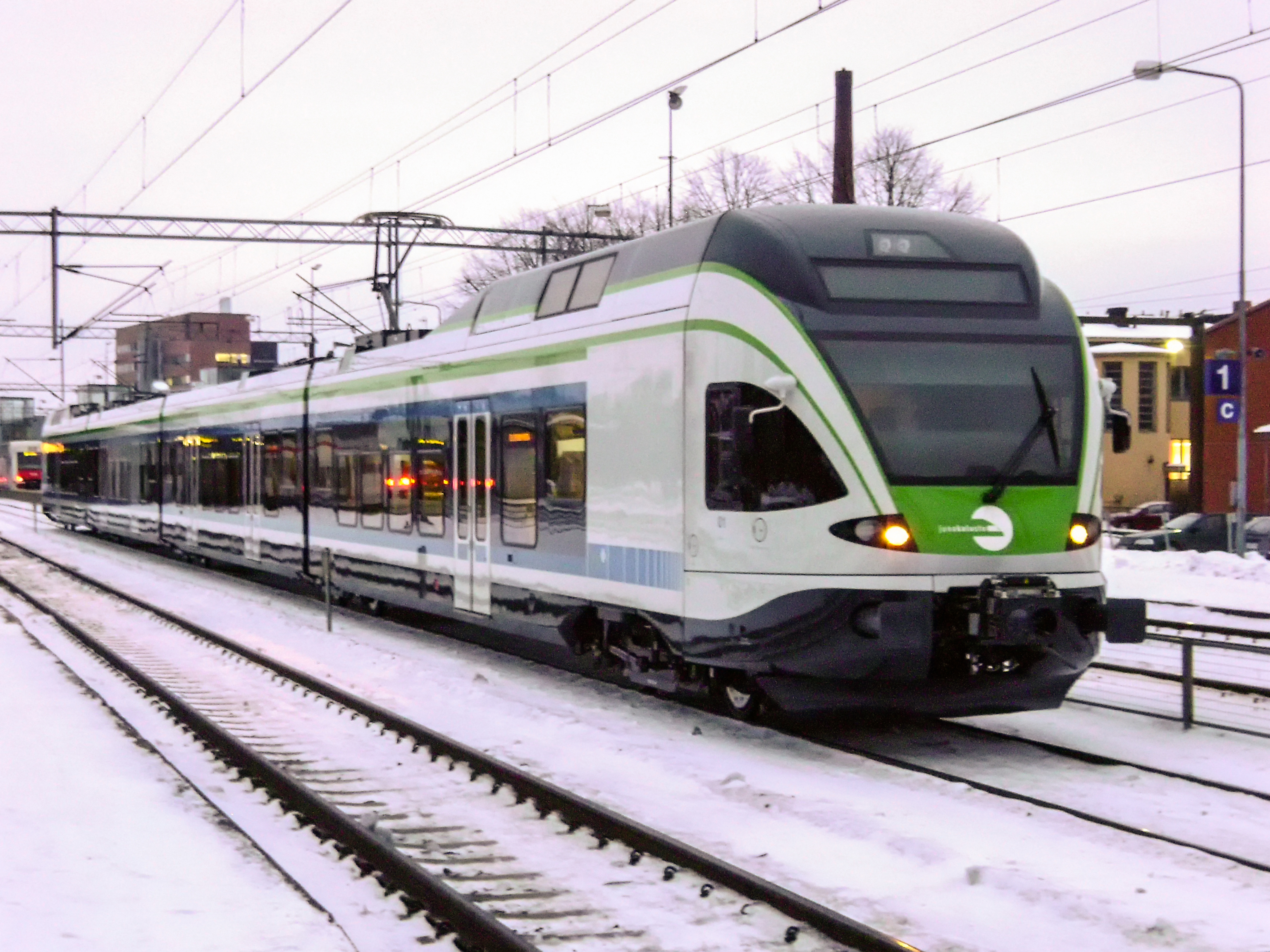
Электропоезд Sm5 (версия Flirt 160 для Финляндии) — прототип для ЭП^{р}

Белорусской железной дорогой в 2010 году был заключён контракт на поставку четырёх электропоездов ЭПр четырёхвагонной составности, а в 2012 — шести электропоездов пятивагонной составности.
Этот электропоезд (как и ЭПг для внутригородских перевозок) является отдельным исполнением эксплуатируемой в Финляндии аналогичной модели; взятый за основу поезд адаптирован под условия и требования БЧ (изменены система управления, радиосвязь и тому подобное). Заводское обозначение четырёхвагонной версии ЭПр такое же, как у ЭПг (L-4219); основные отличия ЭПр от ЭПг по компоновке приведены ниже в таблице.
| Серия / заводской тип | Составность при поставке | Компоновка посадочных мест |
| --------------------- | ------------------------ | -------------------------- |
| ЭПг / L-4219          | Четырёхвагонная          | 2+3                        |
| ЭПр / L-4219          | Четырёхвагонная          | 2+2                        |
| ЭПр / L-4266          | Пятивагонная             | 2+3                        |

Всего выпущено десять составов серии, получивших порядковые номера от 001 до 010 включительно. Номера от 001 до 004 присвоены четырёхвагонным составам (L-4219, четыре экземпляра), а от 005 до 010 — пятивагонным (L-4266, шесть экземпляров).
| Сведения о постройке электропоездов ЭПр | Сведения о постройке электропоездов ЭПр | Сведения о постройке электропоездов ЭПр | Сведения о постройке электропоездов ЭПр | Сведения о постройке электропоездов ЭПр | Сведения о постройке электропоездов ЭПр | Сведения о постройке электропоездов ЭПр |
| Год выпуска                             | Количество выпущенных электропоездов    | Номера выпущенных электропоездов        | Заводское обозначение                   | Вагонов на состав                       | Завод (место) постройки                 | Источники                               |
| --------------------------------------- | --------------------------------------- | --------------------------------------- | --------------------------------------- | --------------------------------------- | --------------------------------------- | --------------------------------------- |
| 2011                                    | 3                                       | 001—003                                 | L-4219                                  | 4                                       | Stadler Bussnang AG ( Буснанг)          | [ 8 ] [ 9 ] [ 10 ]                      |
| 2012                                    | 1                                       | 004                                     | L-4219                                  | 4                                       | Stadler Bussnang AG ( Буснанг)          | [ 11 ]                                  |
| 2013                                    | 2                                       | 005, 006                                | L-4266                                  | 5                                       | Stadler Polska Sp.z o.o. ( Седльце)     | [ 12 ] [ 13 ]                           |
| 2014                                    | 4                                       | 007—010                                 | L-4266                                  | 5                                       | Stadler Polska Sp.z o.o. ( Седльце)     | [ 14 ] [ 15 ] [ 16 ] [ 17 ]             |

В сентябре 2011 года в Буснанге успешно завершились предварительные приёмочные испытания поезда ЭПр. Испытания проведены с участием специалистов Белорусской железной дороги.

## Общие сведения

### Назначение
Электропоезда ЭПр предназначены для пригородных и региональных перевозок на электрифицированных железнодорожных линиях Беларуси с номинальным напряжением переменного тока 25 кВ частотой 50 Гц, оборудованных средними и низкими пассажирскими платформами.

### Составность
Все поезда модели L-4219 поставлены в четырёхвагонной составности, а поезда модели L-4266 — в пятивагонной. Первые тележки головных вагонов (под кабиной машиниста) являются двухосными моторными, а между вагонами везде установлены двухосные тележки Якобса с необмоторенными осями; то есть электропоезда имеют осевые формулы Bo'2'2'2'Bo' и Bo'2'2'2'2'Bo' соответственно (в формате UIC). Композиции электропоездов можно соответственно записать как Мг=ПпТ=ПпТ=Мг и Мг=Пп=ПпТ=ПпТ=Мг, где Мг — моторный головной вагон, ПпТ — прицепной промежуточный вагон с токоприёмником, Пп — прицепной промежуточный вагон (без токоприёмника), знак «=» означает сочленённое сцепление через тележку Якобса. Допускается эксплуатация двух или трёх поездов по СМЕ (с формированием соответственно поездов составностью от 8 до 10 и от 12 до 15 вагонов, см. таблицу ниже).
| Кол-во вагонов | Композиция                                                                |
| -------------- | ------------------------------------------------------------------------- |
| 8              | 2×(Мг=ПпТ=ПпТ=Мг)                                                         |
| 9              | (Мг=ПпТ=ПпТ=Мг)+(Мг=Пп=ПпТ=ПпТ=Мг) (Мг=ПпТ=ПпТ=Мг)+(Мг=ПпТ=ПпТ=Пп=Мг)     |
| 10             | 2×(Мг=Пп=ПпТ=ПпТ=Мг)                                                      |
| 12             | 3×(Мг=ПпТ=ПпТ=Мг)                                                         |
| 13             | 2×(Мг=ПпТ=ПпТ=Мг)+(Мг=Пп=ПпТ=ПпТ=Мг) 2×(Мг=ПпТ=ПпТ=Мг)+(Мг=ПпТ=ПпТ=Пп=Мг) |
| 14             | (Мг=ПпТ=ПпТ=Мг)+ 2×(Мг=Пп=ПпТ=ПпТ=Мг)                                     |
| 15             | 3×(Мг=Пп=ПпТ=ПпТ=Мг)                                                      |

### Нумерация и маркировка
Составы ЭПр получили трёхзначные порядковые номера (от 001 до 010 включительно). Каждый вагон получил четырёхзначный номер, где первые три символа (цифры) совпадают с номером состава, а четвёртый символ (латинская буква) обозначает конкретный вагон. Вагонам Мг соответствуют буквы A и B, вагонам ПпТ — буквы C и D, вагону Пп — буква E (то есть буква E используется только для пятивагонных составов). В общем случае распределение номеров вагонов в составе выглядит следующим образом: XXXA=XXXD=XXXC=XXXB (четырёхвагонный состав) или XXXA=XXXE=XXXD=XXXC=XXXB (пятивагонный состав), где XXX — порядковый номер состава. Например, первый вагон состава ЭПр-003 имеет номер 003A.
Маркировка на лобовой части вагона Мг содержит тип и порядковый номер состава и выполняется в формате ЭПр-XXX над автосцепкой. Маркировка на борту вагона в первой строке содержит краткое обозначение оператора (БЧ), тип состава и номер вагона (например, БЧ ЭПр-010D — для вагона D состава ЭПр-010). Во второй строке указывается восьмизначный сетевой номер вагона (например, 13735220 — для того же вагона).

## Технические характеристики

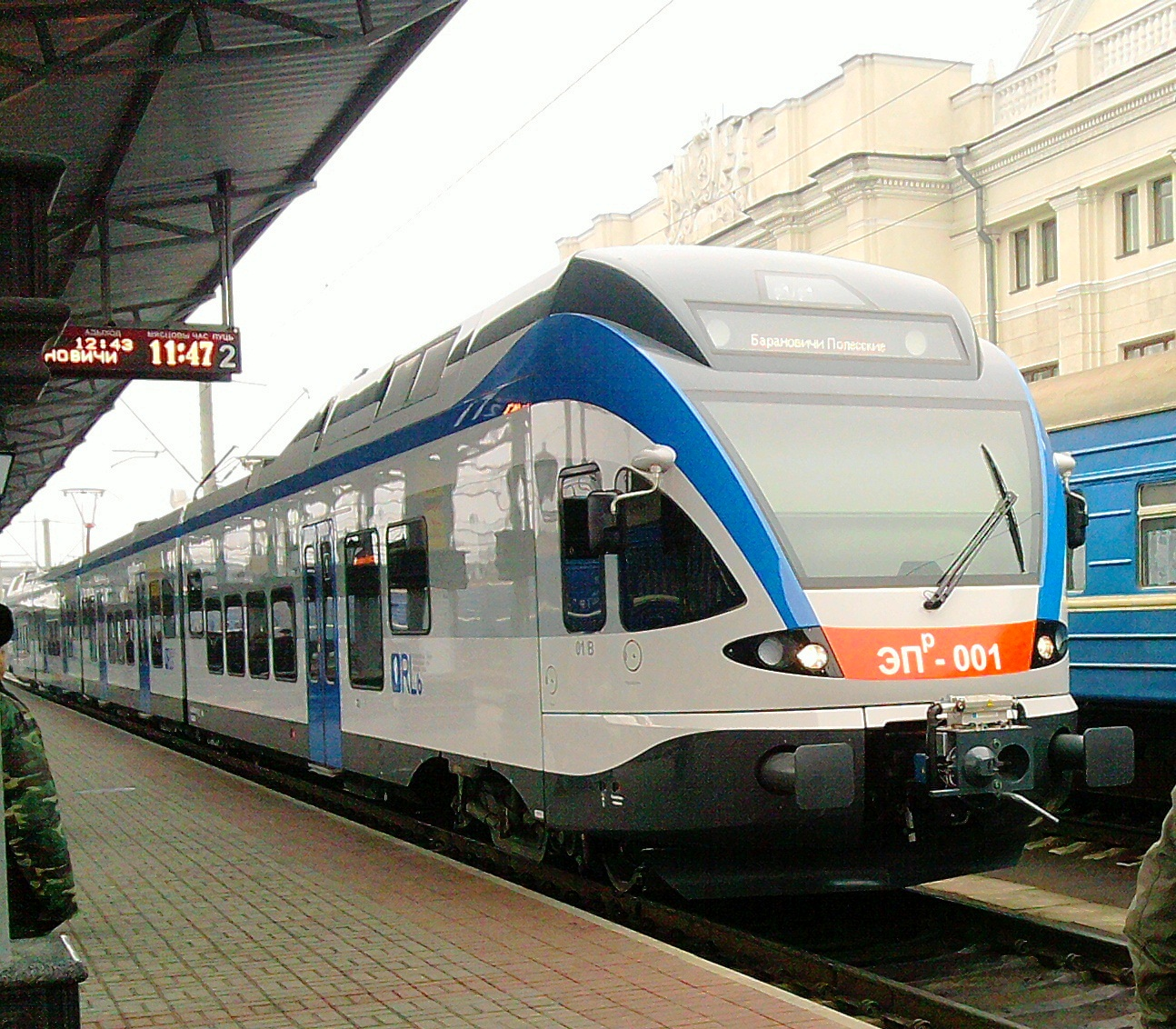
Презентация ЭП^{р}-001 на открытии движения, станция Брест-Центральный

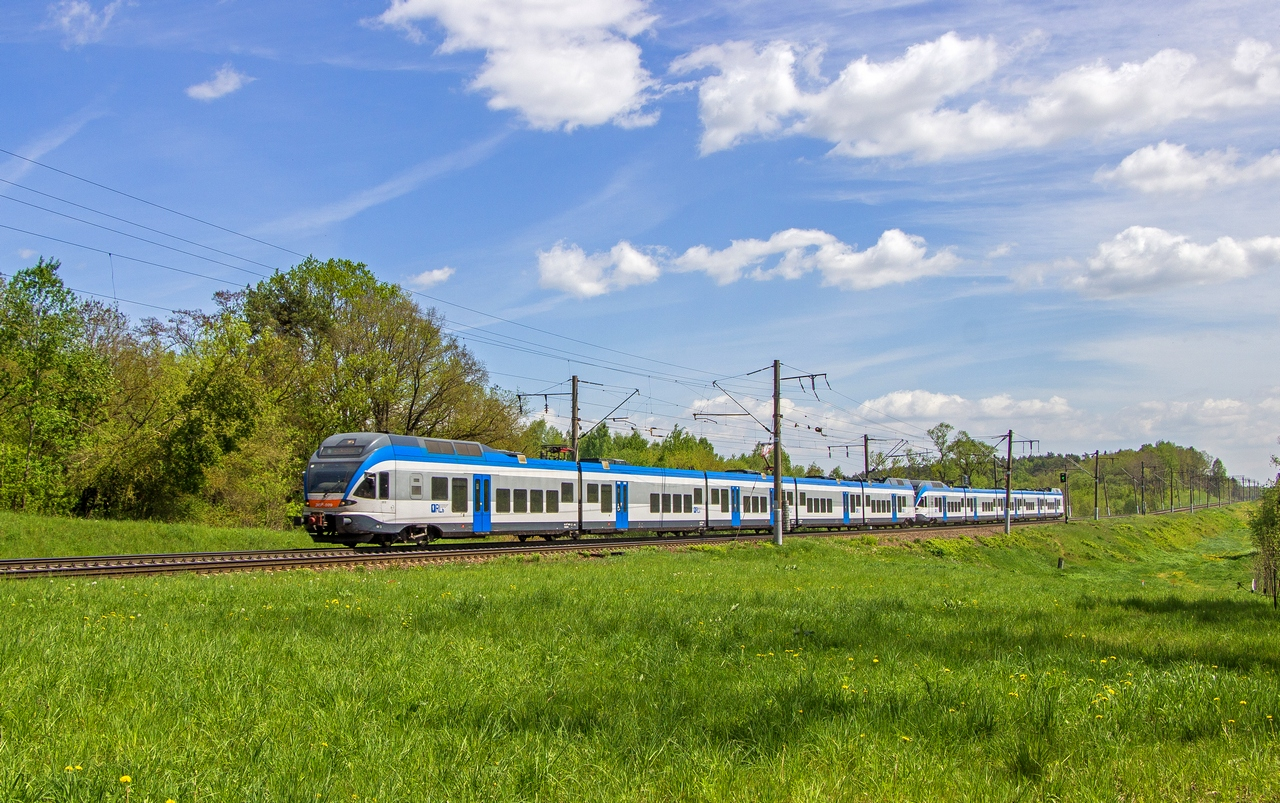
Эксплуатация ЭП^{р} по СМЕ, перегон Асеевка — Колядичи

Оновные параметры четырёхвагонного электропоезда (в скобках даны отличительные данные для пятивагонного поезда):
- ширина колеи — 1520 мм;
- напряжение в контактной сети — ~25 кВ (50 Гц);
- осевая формула — Bo'2'2'2'Bo' (Bo'2'2'2'2'Bo');
- число мест для сидения:
  - постоянных — 188 (285);
  - откидных — 29[к 1] (17);
- общая вместимость (согласно DIN 25008, при плотности 4 чел./м²) — 348+188+29=565 (369+285+17=671) чел.;
- высота пола:
  - пониженный уровень — 600 мм;
  - стандартный уровень — 1120 мм;
- ширина дверей — 1300 мм;
- число дверей:
  - вагона Мг — 2×1;
  - вагона ПпТ D — 2×2;
  - вагона ПпТ C (вагонов ПпТ C, Пп E) — 2×2 (2×1);
- длина по осям автосцепок — 75 200 (97 792) мм;
- ширина — 3200 мм;
- высота — 4400 мм;
- колёсная база тележек:
  - моторной — 2700 мм;
  - немоторной — 2750 мм;
- диаметр новых колёс:
  - моторной тележки — 860 (870) мм;
  - немоторной тележки — 800 мм;
- мощность на ободе колеса:
  - длительная — 2000 кВт;
  - максимальная — 2600 кВт;
- максимальная пусковая сила тяги (до 47 км/ч) — 200 кН;
- максимальное ускорение при полной нагрузке — 1,2 (1,0) м/с²;
- максимальная эксплуатационная скорость — 160 км/ч.

## Конструкция
Электропоезд имеет сварной кузов из алюминиевых профилей. Тележки снабжены пневматической подвеской. В качестве сцепного устройства применены сцепки Шарфенберга типа 10.

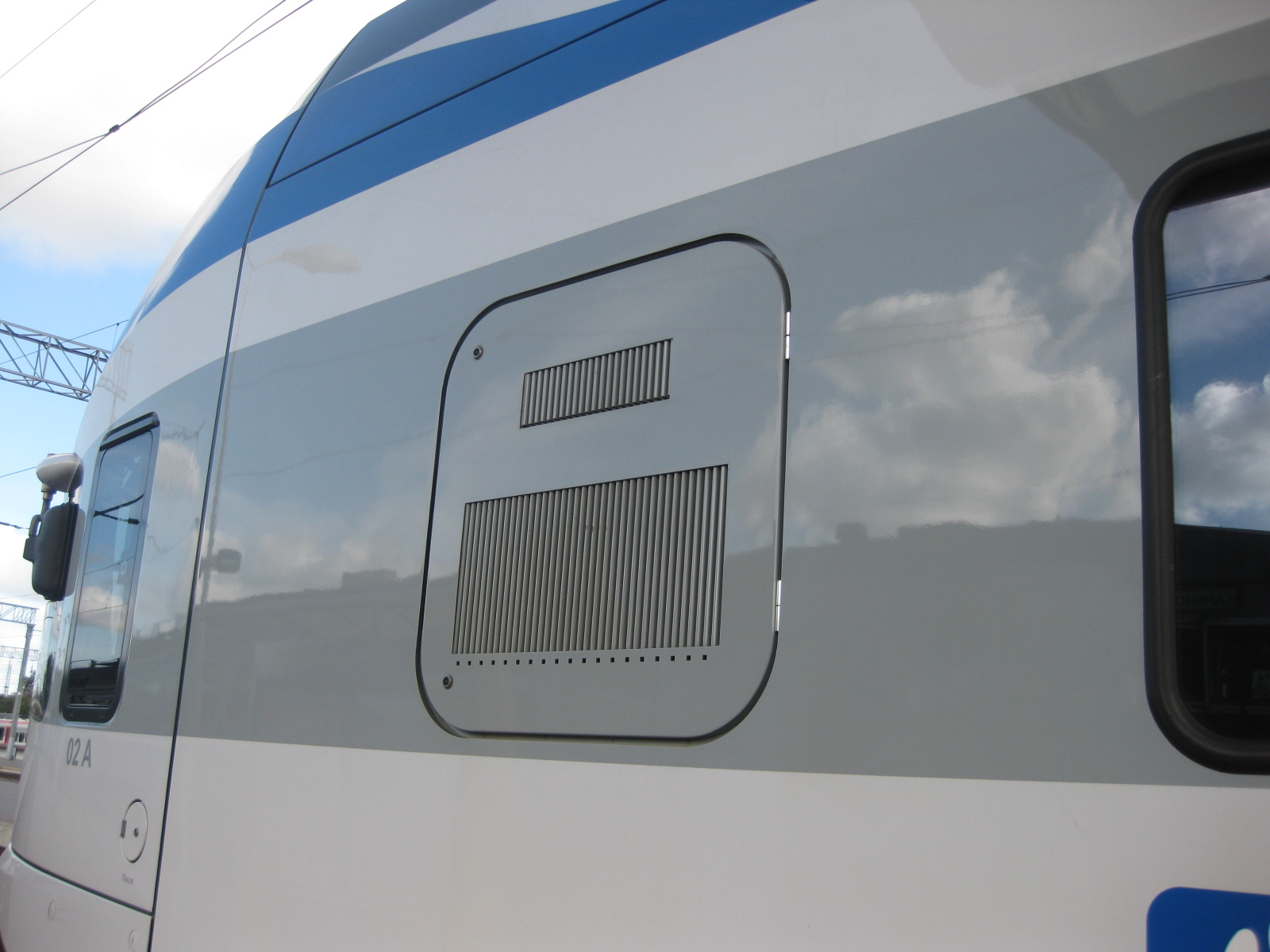
Головная часть вагона Мг
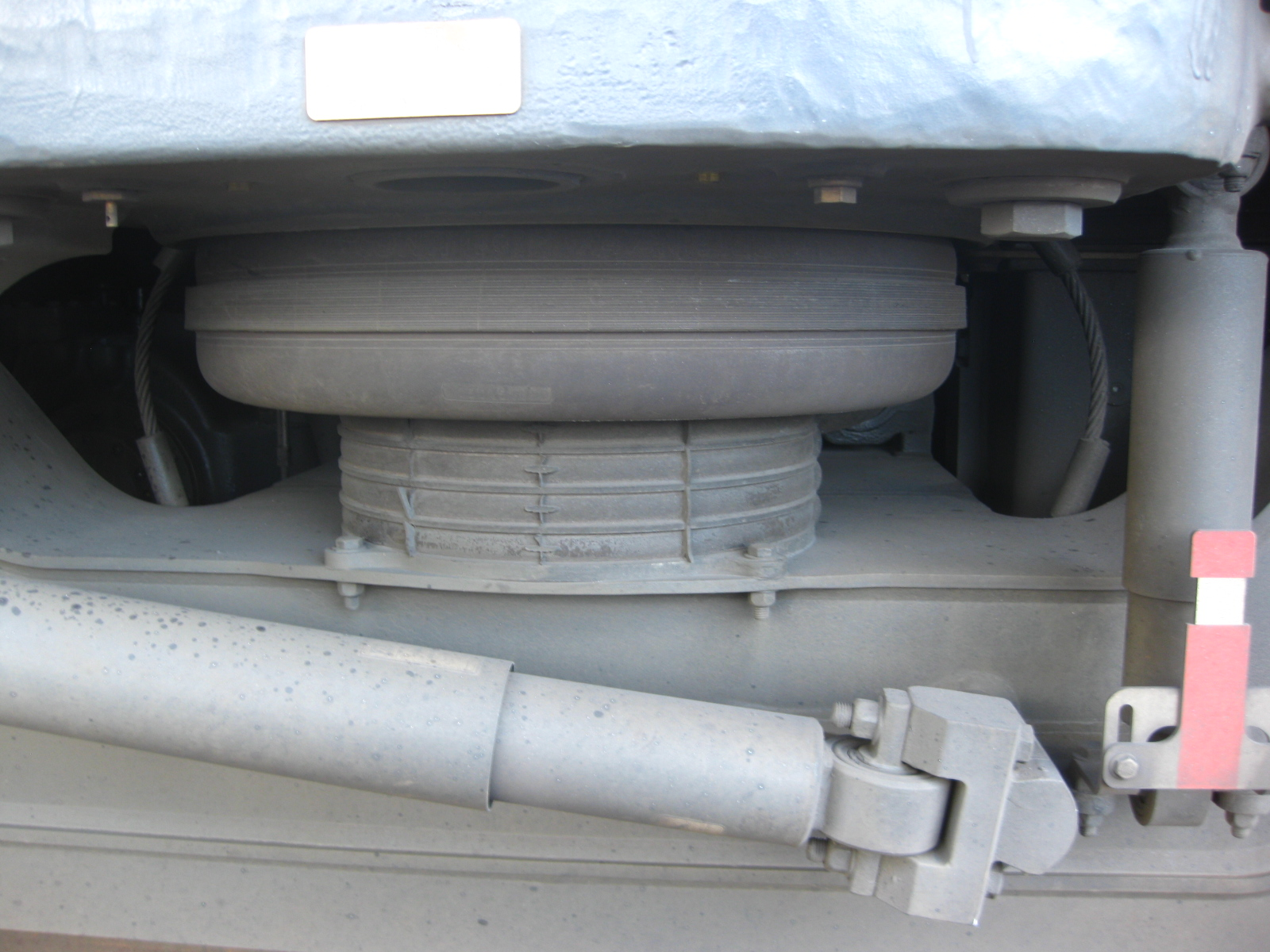
Пневматическая подвеска тележки
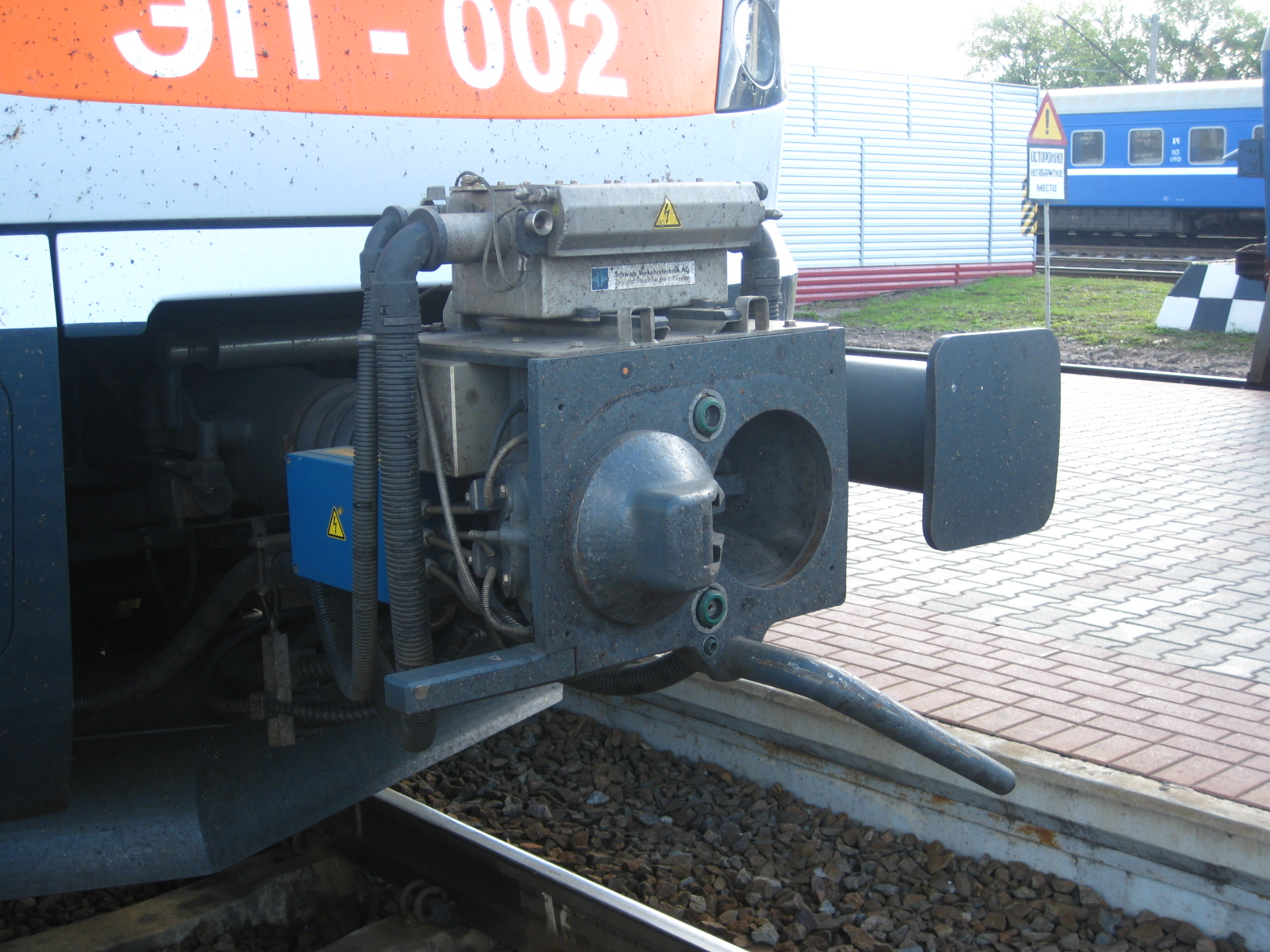
Автосцепка Шарфенберга

Для управления тягой в вагонах установлены четыре тяговых преобразователя на силовых транзисторах (БТИЗ); преобразователи имеют водяное охлаждение. Для подачи напряжения от контактной сети каждый вагон ПпТ имеет на крыше асимметричный полупантограф. Электропоезд оборудован устройством безопасности КЛУБ.

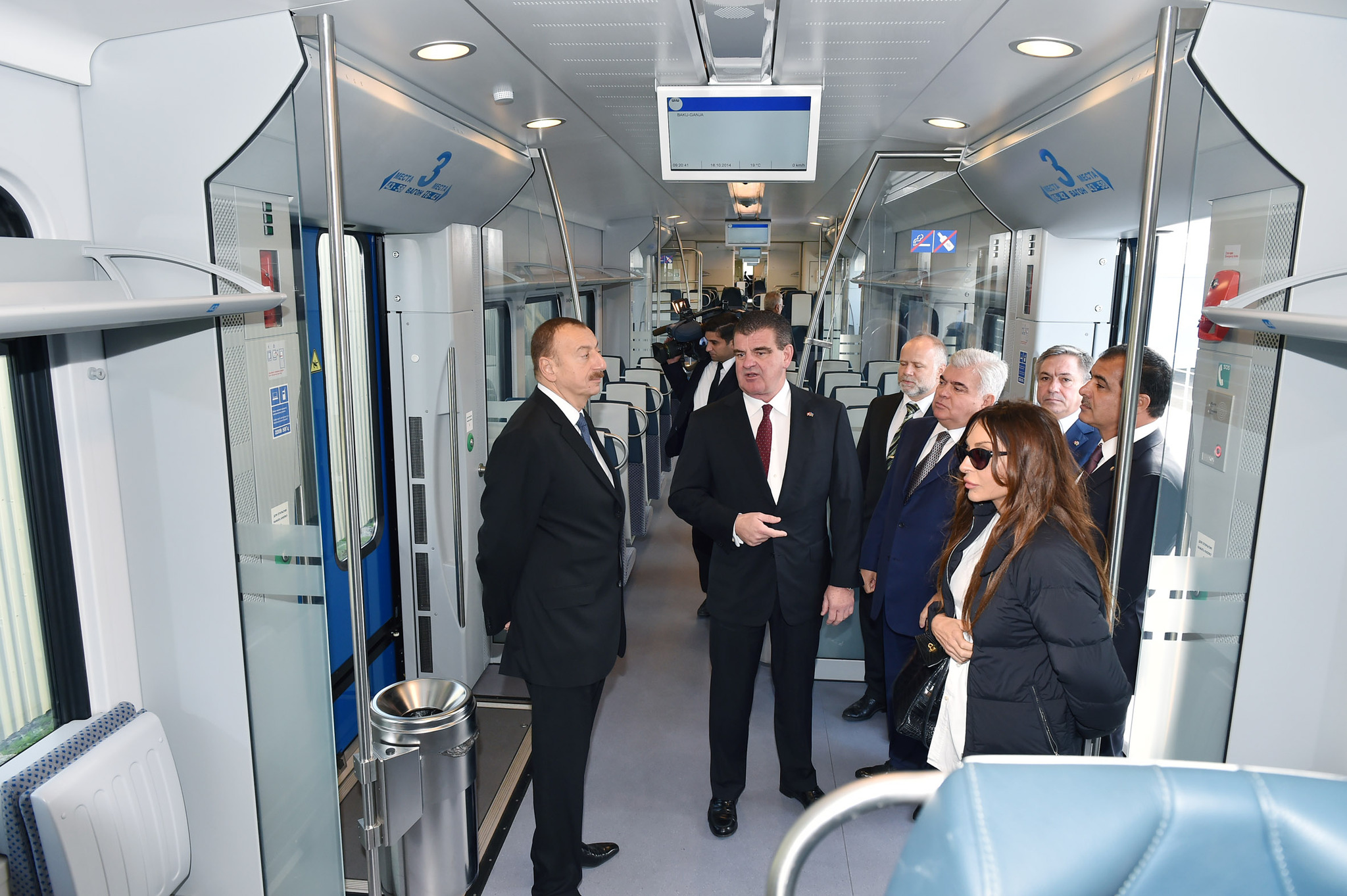
Ильхам Алиев в салоне ЭП^{р}-010

Салон имеет стандартный и пониженный уровни пола; доля участков с пониженным уровнем пола достигает 70 %. Пассажирский салон и кабина машиниста снабжены системой кондиционирования. Туалет вакуумного типа, приспособлен для пользования людьми с ограниченными физическими возможностями. Вагоны снабжены системой информирования пассажиров и системой видеонаблюдения, а также переговорными устройствами для связи с машинистом и/или локомотвной бригадой. В поезде оборудованы элементы аварийного управления (например, стоп-краны, пожарные извещатели).

## Эксплуатация
Электропоезда серии ЭПр поступили в депо Минск-Северный. 19 ноября 2011 года открылось регулярное движение на Региональных линиях БЧ. Первыми маршрутами для них стали Брест — Барановичи и Барановичи — Минск.
Помимо этого, электропоезда стали ходить на следующих маршрутах:
- Минск — Орша[24];
- Минск — Бобруйск[20]; (отменён)[источник не указан 61 день]
- Минск — Светлогорск[25]; (отменён)[источник не указан 61 день]
- Минск — Молодечно (отменён)[источник не указан 967 дней];
- Минск — Брест[26]; (отменён)[источник не указан 61 день]
- Минск — Гомель (с 3 июня 2016 года)[27]; (отменён)[источник не указан 61 день]
- Минск — Мозырь (с 1 ноября 2024 года)[28].